# Legenda o Kisrovi
Legenda o Kisrovi je příběh o migraci. Legendu sdílí řada politických a etnických skupin v moderní Nigérii, Beninu a Kamerunu, především však v království Borgu (region na severozápadě Nigérie a na severu Beninu) a také lidé v údolí řeky Benue. Legenda o migraci líčí příchod velké vojenské síly do severní Nigérie kolem 7. století n. l. Od vůdce této migrace, kterým byl podle příběhu Kisra, odvozuje svůj původ království Borgu. Kisru jako vůdce migrace a zakladatele mnoha malých království v tomto regionu domorodci uctívají prostřednictvím obřadů a slavností. 
Existuje celá řada různých verzí legendy, přičemž Kisra je někdy líčen jako náboženský a vojenský soupeř Mohameda, který se s ním utkal poblíž Mekky v době založení islámu. V jiné verzi je oslavován jako možný vůdce zbytku armády perského krále poraženého v Egyptě. Legenda byla základem řady hamitských historických teorií, které tvrdily, že politický vývoj společností v subsaharské Africe byl výsledkem kontaktů se společnostmi ze Středního východu (zejména s Egyptem, Římem a Byzantskou říší). 
Historický základ této legendy je moderní vědou zpochybňován.  

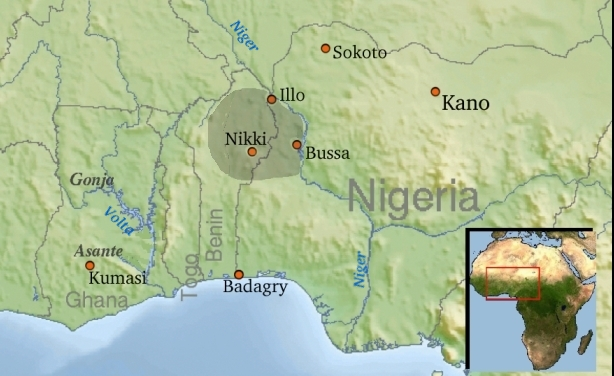
Království Borgu

## Legenda o Kisrovi
Legenda je sdílena mnoha různými politickými a etnickými entitami v celé severní Nigérii a poskytuje důležité vazby mezi komunitami. Ačkoli různé verze sdílejí podobný příběh velkého stěhování do oblasti podél řeky Niger kolem 7. století, dvě z nejvýznamnějších verzí příběhu zobrazují Kisru jako vyzyvatele Mohameda na Arabském poloostrově nebo jako perského vládce, který utrpěl vojenskou porážku v Egyptě. V některých verzích však Kisra není individuální osobou, nýbrž zobecněným titulem pro vůdce migrace, když se komunita pohybovala po Africe. Verze se liší také v dalších aspektech příběhu, konkrétně v tom, zda Kisra sám založil některou z královských linií, také v líčení jeho smrti či jeho magického zmizení.

### Kisra jako vyzyvatel Mohammeda
V nejvýznamnější verzi této legendy tradující se zejména v království Borgu je Kisra líčen jako raný politický a náboženský protivník Mohameda v oblasti poblíž Mekky. Podle této verze legendy byl Kisra prominentním vůdcem a disponoval mnoha magickými silami. Během jeho vlády v mu však věštci předvídali, že jeho moc bude nakonec podkopána dítětem narozeným v tomto městě, dítě které bude mít božskou sílu. Aby se Kisra této věštbě vyhnul, vyvedl všechny muže z Mekky v ten den, kdy věštec předpověděl početí dítěte; manžel Kisřiny dcery Aminatu však zůstal ve městě a počal syna Mohameda. Jak Mohamed rostl, snažil se Kisru převést na islám, ale vládce se bránil. To nakonec vedlo k otevřené válce mezi Mohamedem a Kisrou o náboženské otázky a Kisra první konflikt vyhrál. Když však Mohamed uprchl na strom baobab, poskytl mu strom božskou pomoc na jeho útěku a pomohl mu obnovit sílu. Když Kisra a jeho spolubojovníci viděli, že se role obrátily, a Mohamed vítězí, opustili Arabský poloostrov a doputovali až k řece Niger. Kisra se svými lidmi navštívil mnoho vesnic v této oblasti, než nakonec založil království Borgu. V některých verzích legendy založil nejstarší Kisrův syn Woru (nebo někdy sám Kisra) město Bussa, které se stalo hlavním městem Borgu. Jeho mladší synové založili město Nikki, které založil Shabi, a město Illo, které založil Bio. V pozdějších verzích je toto pořadí založení hlavních měst království Borgu změněno. Legenda se stala klíčovou v království Borgu při sjednocení různých měst, legitimizovala vládnoucí dynastii (Wasangari), a poskytla základ pro ideologické rozdělení mezi královstvím Borgu a islámskými státy v této oblasti.

### Kisra jako perský král
V roce 1909 německý antropolog Leo Frobenius sestavil souhrnnou verzi legendy o Kisrovi. Podklady získal od obyvatel údolí řeky Benue. Jeho verze zobrazuje Kisru nikoli jako vyzývatele Mohameda, nýbrž jako perského krále, který utrpěl v Egyptě vojenskou porážku od byzantské armády. Po této porážce se Kisra a jeho armáda nemohli vrátit do Persie a museli pochodovat dále do Afriky. Jeho armáda se krátce usadila v Núbii a Etiopii, kde Kisra spojil své síly s mocným králem regionu, Napatou, aby dobyl západní oblasti. Jeho armáda doputovala do oblasti řeky Niger a poté šla podobnou cestou, jak říká předchozí verze. Kisrovi lidé navštívili řadu komunit v této oblasti a nakonec se usadili v oblasti Borgu.

## Města spojená s migrací
Mnoho komunit v této oblasti odvozuje svůj původ od Kisry. Příběh je součástí tradice v regionu. Některá města tvrdí, že byla skutečně založena samotným Kisrou:
- Království Borgu, města Bussa, Nikki a Illo, která tvrdí, že je založil Kisra a jeho synové. [9]
- Gunji, považované za místo, kde se Kisrovy synové rozdělili a založili tři města království Borgu. [9]
- Ile-Ife, svaté město národa Jorubů, které údajně dobyl Oduduwa, vnuk Kisry. [10]
- Karissen a Acipu, města východně od emirátu Yauri v Nigérii, v oblasti řeky Benue. Legendy říkají, že lidé v této oblasti si zvolili Kisrova vnuka Damasa za svého krále. [11]
- Emirát Kebbi, který svou dlouhou tradici odvozuje od legendy o Kisrovi.[12] Královský titul v Kebbi „Kanta“ může být odvozen od jména Kisra.[13]
- Wukari, jehož král vlastní starodávný meč a kopí, o kterém se traduje, že je darem od samotného Kisry, který ho zde zanechal darem, když tuto oblast navštívil.[14]
- Zaria, podle některých verzí založeno Kisrou, zničeno královstvím Bornu.[9]
  - Wukari, kterou založil vůdce Zarie po zničení Zaria.
  - Idah, kterou založil vůdce Zaria po zničení Zaria.[14]

## Základy legend

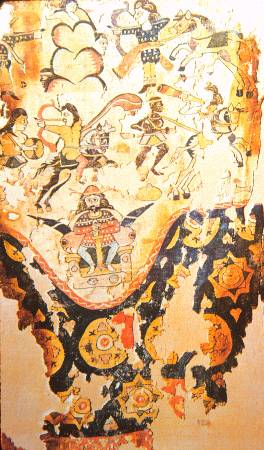
Egypt, tkaný vlněný závěs či látka na kalhoty, kopie importu hedvábné tkaniny, vzor byl založen na fresce perského krále Husrava II.,který bojoval s etiopskými silami v Jemenu, 5.–6. století

Antropologové a historici provedli významné studie ústně předávané historie. Na základě tohoto výzkumu byla provedena identifikace klíčových částí legendy. Vědci dospěli k různým závěrům, přičemž některé naznačují, že myšlenka migrace s Kisrou jako vůdcem byla přijata různými africkými komunitami ze sociopolitických důvodů a že „spíše než jakoukoli konkrétní migrací se legenda o Kisrovi šířila ústně přes Saharu do oblastí, kde zakořenila ve formě legendy o Kisrovi.“ Frobenius tvrdil, že postavou Kisry byl pravděpodobně perský král z dynastie Sásánovců Husrav II., také zvaný Husrav Parvéz. Některé části historického záznamu odpovídají časové ose tohoto panovníka, který na počátku 7. století dobyl Egypt,a poté byl poražen byzantskou armádou. Je možné, že se některé části jeho armády nemohly vrátit do Persie, a tak se dostaly až do Afriky. Oproti tomu britská novinářka a spisovatelka Flora Shaw tvrdila, že Kisra bylo nesprávným překladem „Krista“ a že migrační legenda byla většinou křesťanského původu. C.K. Moss místo toho tvrdí, že Kisra byl pravděpodobně králem říše Songhai kolem 15. století.
Po shrnutí těchto teorií historik Daniel McCall shledal, že ačkoliv neexistují jasné důkazy, které by přímo vyvracely některou z těchto verzí, všechny jsou provázeny závažnými problémy. Například: migrující armáda prý používala brnění, které v té době perské armády nepoužívaly, nedostatečné historické církevní potvrzení a také to, že s migrací nepřišly žádné křesťanské ani hinduistické symboly.

## Význam pro komunity
Legenda o Kisrovi je velmi důležitou folklórní tradicí v mnoha komunitách současné Nigérie. Tato legenda byla klíčovou součástí rozvoje jasné kulturní identity v Borgu a Kebbi, protože odolávala dominanci říše Songhai a Fulani na severu. Sdílená legenda o Kisrovi navíc usnadňovala obchodní a mírové smlouvy mezi různými etnickými a politickými komunitami v této oblasti. Nejvýznamnější je, že komunity v Borgu, Bornu a Kebbi po staletí udržovaly produktivní obchodní vztahy, často usnadňované Kisrovými tradicemi a výměnou darů. Po britské kontrole Nigérie kolem roku 1900 vedly administrativní změny a konkurence v nových vládních strukturách ke změnám legendy, která se stala pro každou komunitu odlišnou.
Legenda hrála klíčovou roli v mnoha (nyní z velké části zdiskreditovaných) hamitských teoriích afrického politického a sociálního rozvoje. Tyto teorie tvrdily, že politický vývoj, konkrétně vznik složitých států, měl původ v migraci lidí ze Středního východu nebo v křesťanských vlivech (často koptských). Legenda o Kisrovi, a zejména hypotéza, že Kisra byl ve skutečnosti perský vládce z rodu sásánovců Husrav II. byla považována za jasný důkaz egyptského, núbijského, byzantského nebo perského vlivu na vývoj západní Afriky. Bez dalších historických důkazů se je ale možné, že význam legendy o Kisrovi byl často přeceňován.